# Matteo Treleani
 (décembre 2020).
Matteo Treleani est un universitaire, sémiologue d’origine italienne dont le domaine d’expertise est la numérisation et la préservation du patrimoine audiovisuel archivistique. 

## Biographie
Diplômé de l'Université de Bologne en 2007, Treleani emménage  dans la capitale française pour effectuer sa thèse à l’Université Paris Diderot, où il termine son doctorat en 2012. Parallèlement à ses études, il travailla en tant que chercheur à l’Institut National de l’Audiovisuel, de 2008 à 2012.
Depuis 2012, Matteo Treleani a enseigné dans plusieurs universités françaises, dont l’Université Paris Est, l’Université Sorbonne Nouvelle, l’Institut d’études politiques de Paris. Il est maitre de conférences et membre du Geriico (Groupe d'Études et de Recherche Interdisciplinaire en Information et Communication) à l’Université de Lille de 2015 à 2019. Il travaille depuis à l’Université Côte d’Azur, anciennement connue sous le nom d'Université Nice Sophia Antipolis, où il est « maître de conférences en communication ». En dehors de ses tâches professorales, il rédige des textes portant sur son domaine de prédilection : ceux-ci ont été publiés en français, en anglais et en italien.

## Contribution intellectuelle
Selon Treleani, trois concepts doivent être différenciés entre eux dans le domaine de l’archivistique: le document d’archives, la mémoire et l’histoire.
Ce sémiologue est d’avis que la mémoire est individuelle, parce qu’elle représente la boîte à souvenirs personnelle d’un individu. Le contenu de cette boîte serait basé non seulement sur les émotions de cette personne, mais aussi sur ses valeurs et désirs, qui ont pu influencer la création des souvenirs tout autant que des sentiments comme la nostalgie ou le regret. La mémoire correspondrait donc, finalement, à une « faculté de l’esprit » individuelle. Toujours selon monsieur Treleani, l’histoire est, pour sa part, collective, car il s’agirait d’un ensemble de plusieurs mémoires réunies et partagées. Enfin, le document d’archives a pour fonction de garder la trace d’une mémoire pour pouvoir bâtir l'histoire avec l’aide d’autres personnes qui ont, eux aussi, leur propre mémoire.
Par ailleurs, Matteo Treleani soutient que connaître le contexte de création d’un document d’archives est fondamental pour comprendre ce qui y est présenté.  Il est en effet d’avis qu’une personne qui consulte un document d’archives doit rassembler les faits et les évènements qui y sont présentés, tout en tenant compte de leur contexte, afin de les réunir en un vaste ensemble : celui-ci lui servira ensuite de base pour créer une reconstitution dans sa tête, un peu comme un récit ou une histoire. C’est là que les émotions peuvent alors intervenir dans le processus de sauvegarde de ce récit dans nos têtes, car elles peuvent, proportionnellement à leur force, contribuer à enregistrer dans notre mémoire les détails des faits et le déroulement approximatif ou exact des événements, puis nous aider à nous en souvenir au moment désiré. Pour résumer la pensée de Treleani, la compréhension du contexte (qui passe par l’éditorialisation) constitue un élément crucial à la compréhension d’un document d’archive, mais les émotions le sont tout autant, car elles sont à la base de la sauvegarde des souvenirs formant l’histoire relatée dans les archives dans notre propre mémoire.
Cependant, le principal domaine d’expertise de Matteo Treleani reste la protection du patrimoine archivistique numérique, et notamment celle du patrimoine audiovisuel. En ce sens, l’une des théories qu’il soutient à ce sujet est qu’un patrimoine numérique ne correspond pas à l’ensemble des documents d’archives numérisés. Il s’agirait plutôt d’un regroupement de documents d’archives étant tous jugés comme possédant une valeur suffisamment importante pour qu’on se donne la peine de les conserver et, finalement, de les transmettre aux générations futures. Pour en arriver à une telle conclusion, le sémiologue reprend l’expression exacte patrimoine archivistique, et stipule à propos de celle-ci qu’un patrimoine représente, à l’origine, un ensemble d’éléments qui possèdent nécessairement une valeur individuelle et/ou collective. Puisque la valorisation est définie par le sémiologue comme le processus permettant à des objets comme des documents d’acquérir de la valeur, elle représente selon lui une étape fondamentale dans la constitution d’un patrimoine documentaire archivistique.
Quant au support d’un document d’archives, il importe peu à Treleani en ce qui concerne sa valeur potentielle qui, elle, devrait influencer le choix d’un archiviste de le préserver ou non, même s’il reconnaît que la numérisation des documents d’archives comporte ses avantages et ses inconvénients. À titre d’exemple, un des points qu’il amène en faveur de la numérisation des documents constitue l’amélioration sans précédent de leur accessibilité auprès de divers publics, permettant ainsi de simplifier les choses lorsque le besoin de les consulter se fait ressentir, tandis qu’un des désavantages de vouloir conserver un document numérique consiste en la fragilité du support lui-même sur le long terme. Un tel document est notamment susceptible d’être davantage complexe et coûteux à entretenir.

## Publications
Voici une liste non exhaustive des écrits publiés par Matteo Treleani :
Treleani, M. (2012) Enjeux sémiotiques de la valorisation du patrimoine audiovisuel : la recontextualisation des archives à l’ère du numérique [Thèse de doctorat, Université Paris Diderot].
Treleani, M. (2011). Le facteur humain dans les documents d'archive. Une expérience à l'Ina. Dans Vernet, M. et Berthet, F. (dir.),  L'Humain de l'archive: Qui trouve-t-on dans les archives? (Textuel n°65, p. 41-49), Université Paris Diderot. https://www.academia.edu/2179457/Le_facteur_humain_dans_les_documents_darchives_Une_exp%C3%A9rience_%C3%A0_lIna
Treleani, M. (2014). Mémoires audiovisuelles. Les archives en ligne ont-elle un sens?. Montréal : Les Presses de l’Université de Montréal (PUM). http://www.parcoursnumeriques-pum.ca/memoiresaudiovisuelles
Treleani, M. (2014). Le patrimoine en ligne a-t-il un sens ? Dans Didier, I. et Raynaud, P., E-Dossier de l’audiovisuel : L’Extension des usages de l’archive audiovisuelle [en ligne]. http://www.ina-expert.com/content/download/7411/142459/version/1/file/lextension-des-usages-de-l-archive-juin2014.pdf  
Treleani, M. (s.d.) Pour une sémiotique de l’archive : le paradoxe du passé. Actes du Congrès de l’Association Française de Sémiotique, sémiotique et diachronie, Liège. https://www.academia.edu/7934476/Pour_une_s%C3%A9miotique_de_larchive_Le_paradoxe_du_pass%C3%A9
Treleani, M. (2017). Qu’est-ce que le patrimoine numérique ? Une sémiologie de la circulation des archives. Lormont, France: Éditions Le bord de l’Eau.
Treleani, M. (2013). Recontextualisation : Ce que les médias numériques font aux documents audiovisuels, Réseaux, vol. 1 (nº 177), 233-258. https://doi.org/10.3917/res.177.0233
Treleani, M. et Frey, V. (2012). Les sciences humaines questionnent le patrimoine. E-Dossiers de l’Audiovisuel. https://www.academia.edu/33767131/Sciences_humaines_et_sociales_et_patrimoine_num%C3%A9rique
Treleani, M. (2014). Une sémiotique critique du numérique est-elle possible ?. Paris: Éditions L’Harmattan. https://www.academia.edu/14328875/Une_s%C3%A9miotique_critique_du_num%C3%A9rique_est_elle_possible_ .
Treleani, M. et Frey, V. (dir.). (2013). Vers un nouvel archiviste numérique. Paris :  Éditions l’Harmattan. http://www.harmatheque.com/ebook/9782336001746